# Diocèse de Qui Nhon
Le diocèse de Qui Nhon (Dioecesis Quinhonensis) est une circonscription ecclésiastique de l'Église catholique au Viêt Nam, suffragant de l'archidiocèse de Hué Il compte trente-six paroisses. Son siège est à la cathédrale de l'Assomption de Quy Nhon.

## Historique
Le vicariat apostolique de Cochinchine est érigé en 1659, recevant son territoire du diocèse de Macao. Il cède une portion de territoire en 1844 à l'avantage du nouveau vicariat apostolique de Cochinchine occidentale (aujourd'hui archidiocèse d'Hô Chi Minh-Ville) et prend le nom de vicariat apostolique de Cochinchine orientale.
Il cède en 1850 une vaste portion de territoire à l'avantage du nouveau vicariat de Cochinchine septentrionale (aujourd'hui archidiocèse de Hué) qui regroupe les territoires du centre, dans l'Annam.
Il reçoit le nom de vicariat apostolique de Quinhon, le 3 décembre 1924. Il fait alors partie des territoires du protectorat français de l'Annam au sein de l'Indochine française.
En 1932 et en 1957 il cède encore des territoires pour la fondation des vicariats apostoliques de Kontum (aujourd'hui diocèse de Kontum) et de Nha Trang. Jean XXIII, par le décret Venerabilium Nostrorum, l'élève au statut de diocèse, le 24 novembre 1960. En 1963, il cède une portion de territoire pour le nouveau diocèse de Da Nang.
Les séminaristes sont accueillis pour leurs études au Séminaire Stella Maris de Nha Trang.

## Personnalité
C'est sur le territoire de ce diocèse qu'eut lieu le martyre de André de Phú Yên (1625-1644), mort à dix-neuf ans, décapité sous les yeux du père Alexandre de Rhodes. Béatifié en l'an 2000, il est le patron de la jeunesse vietnamienne. L'église de son village, l'église de Mằng Lăng, est devenue un lieu de pèlerinage.

## Supérieurs ecclésiastiques

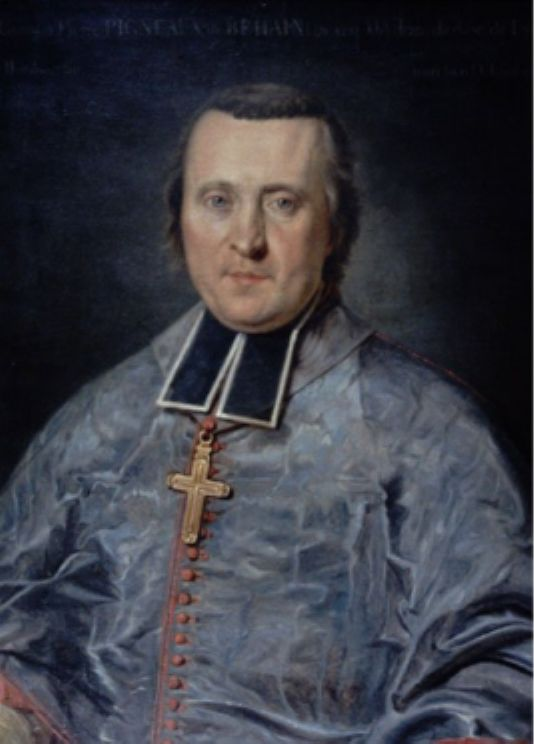
Mgr Pigneau de Behaine.

- Pierre Lambert de La Motte, m.e.p., 19 juillet 1658 - 15 juin 1679, décédé
- Guillaume Mahot, m.e.p., 29 janvier 1680 - 4 juin 1684, décédé
- François Perez, 15 février 1687 - 20 septembre 1728, décédé
- Alexandre de Alexandris, barnabite, 20 septembre 1728 - 10 octobre 1738
- Arnaud-François Lefèbvre, m.e.p., 6 octobre 1741 - 27 mars 1760
- Guillaume Piguel, m.e.p., 29 juillet 1762 - 21 juin 1771, décédé
- Pierre Pigneau de Behaine, m.e.p., 24 septembre 1771 - 9 octobre 1799, décédé
- Jean de Labartette[1], m.e.p., 19 octobre 1799 - 6 août 1823, décédé
- Jean-Louis Taberd, m.e.p., 18 septembre 1827 - 31 juillet 1840, décédé
- Saint Étienne-Théodore Cuenot, m.e.p., 31 juillet 1840 - 14 novembre 1861, martyrisé, également évêque titulaire de Métellopolis (de)
- Eugène-Étienne Charbonnier, m.e.p., 9 septembre 1864 - 7 août 1878, décédé
- Louis-Marie Galibert, m.e.p., 23 mai 1879 - 24 avril 1883, décédé
- Désiré-François-Xavier Van Camelbeke, m.e.p., 15 janvier 1884 - 9 novembre 1901, décédé
- Damien Grangeon, m.e.p., 21 mars 1902 - 3 mars 1929, démission
- Augustin-Marie Tardieu, m.e.p., 10 janvier 1930 - 12 décembre 1942, décédé
- Raymond-Marie-Marcel Piquet (it), m.e.p., 11 novembre 1943 - 5 juillet 1957
- Pierre-Marie Pham Ngoc Chi, 24 novembre 1960 - 18 janvier 1963, nommé évêque de Danang
- Dominique Hoang Van Oanh, o.p., 18 janvier 1963 - 20 mai 1974, décédé
- Paul Huynh Dông Các, 1er juillet 1974 - 3 juin 1999, retraite
- Pierre Nguyên Soan, depuis le 3 juin 1999

## Statistiques
| année | baptisés | population totale | pourcentage de baptisés | prêtres | catholiques par prêtre | religieux | religieuses | paroisses |
| ----- | -------- | ----------------- | ----------------------- | ------- | ---------------------- | --------- | ----------- | --------- |
| 1950  | 75 000   | 2 750 000         | 2,7                     | 120     | 625                    | 87        | 67          | 66        |
| 1969  | 96 125   | 1 913 372         | 5                       | 80      | 1201                   | 104       | 264         | 40        |
| 1979  | 50 160   | 2 380 000         | 2,1                     | 48      | 1045                   | 5         | 302         | 33        |
| 1990  | 42 500   | 2 400 000         | 1,8                     | 44      | 965                    | 14        | 261         | 39        |
| 2001  | 55 751   | 3 438 024         | 1,6                     | 90      | 619                    | 9         | 275         | 37        |
| 2002  | 61 027   | 3 438 024         | 1,8                     | 75      | 813                    | 6         | 297         | 37        |
| 2003  | 62 300   | 3 500 000         | 1,8                     | 79      | 788                    | 6         | 321         | 37        |
| 2004  | 62 520   | 3 604 039         | 1,7                     | 70      | 893                    | 6         | 315         | 36        |
| 2010  | 68 355   | 3 780 700         | 1,8                     | 78      | 876                    | 8         | 194         | 47        |
| 2014  | 71 615   | 3 812 000         | 1,9                     | 99      | 723                    | 14        | 230         | 50        |